# Велики-Буковец
Велики-Буковец (хорв.  Veliki Bukovec) — община с центром в одноимённом посёлке на севере Хорватии, в Вараждинской жупании. Население 701 человек в самом посёлке и 1578 человек во всей общине (2001). Подавляющее большинство населения — хорваты (98,67 %).
Велики-Буковец находится примерно в 10 километрах к северо-востоку от Лудбрега, окружён полями. Большинство населения занято в сельском хозяйстве. В 3 километрах к северу протекает Драва, на которой в этом месте создано Дубравское водохранилище.
Главная достопримечательность посёлка — бывшее имение знатной семьи Драшковичей. Небольшая усадьба была построена в 1755 году. Вплоть до Второй мировой войны в ней проживали члены рода Драшковичей, в войну они эмигрировали в Австрию. Усадьба была национализирована коммунистическим правительством Югославии. В 1998 году Карл Драшкович с семьёй вернулся в Хорватию, выкупил имение и основал в Велики-Буковце сельскохозяйственное предприятие Agroludbreg.